# William Jackson Humphreys
William Jackson Humphreys ( 3 de febrero de 1862, Gap Mills, Virginia Occidental-10 de noviembre de 1949, Washington, D. C.) fue un físico e investigador meteorólogo estadounidense.
Humphreys estudió Física en la Washington & Lee University de Virginia, y en la Johns Hopkins University de Baltimore, donde defendió su tesis de Ph.D. en 1897. Fue alumno de H. A. Rowland, et al.
Trabajó en los campos de la espectroscopia, Física de la atmósfera y de la meteorología.
Descubrió en el campo de la espectroscopia la deriva de línea espectral bajo presión. En la Física de la atmósfera, halló un muy buen modelo de la estratósfera en 1909.
Escribió numerosos libros, y tuvo varios cargos de docente en Universidades. Su clásico texto: Physics of the Air, cuya más reciente edición fue publicada en 1940, permanece como un valioso recurso aún hoy.
De 1905 a 1935 fue físico del U.S. Weather Bureau, predecesor del National Weather Service.